# Liste der denkmalgeschützten Objekte in Neunkirchen (Niederösterreich)
Die Liste der denkmalgeschützten Objekte in Neunkirchen enthält die 42 denkmalgeschützten, unbeweglichen Objekte der Gemeinde Neunkirchen im niederösterreichischen Bezirk Neunkirchen.

## Denkmäler
| Foto |                 | Denkmal | Standort                                                 | Beschreibung | Metadaten |
| ---- | --------------- | --- | -------------------------------------------------------- | --- | --- |
| ja   | Datei hochladen | Türken-Marterl HERIS-ID: 80706 Objekt-ID: 94452                                                                        | vor Am Kreutzanger 8 Standort KG: Mollram                | Pfeilerbildstock mit durchbrochenem Aufsatz und Pyramidendach, 17. Jh. (?) | BDA-Hist.: Q38174401 Status: § 2a Stand der BDA-Liste: 2025-06-30 Name: Bildstock GstNr.: 944/1 |
| ja   | Datei hochladen | Flur-/Wegkapelle HERIS-ID: 80702 Objekt-ID: 94448                                                                      | neben Ortsstraße 62 Standort KG: Mollram                 | Breitpfeilerkapelle, Figurengruppe hll. Johannes Nepomuk, Franz von Assisi und Josef | BDA-Hist.: Q38174370 Status: § 2a Stand der BDA-Liste: 2025-06-30 Name: Flur-/Wegkapelle GstNr.: .34 |
| ja   | Datei hochladen | Cholera-Marterl HERIS-ID: 80703 Objekt-ID: 94449                                                                       | vor Gerasdorferstraße 1 Standort KG: Mollram             | Pfeilerbildstock mit durchbrochenem Aufsatz und Pyramidendach, 17. Jh. (?) | BDA-Hist.: Q38174380 Status: § 2a Stand der BDA-Liste: 2025-06-30 Name: Bildstock GstNr.: .35 |
| ja   | Datei hochladen | Ortskapelle hl. Stephan HERIS-ID: 59460 Objekt-ID: 70770                                                               | bei Ortsstraße 38 Standort KG: Mollram                   | kleiner rechteckiger Bau mit schwach eingezogener Apsis, Satteldach mit Dachreiter und Putzdekor, 2. Hälfte des 18. Jahrhunderts | BDA-Hist.: Q38087358 Status: § 2a Stand der BDA-Liste: 2025-06-30 Name: Ortskapelle hl. Stephan GstNr.: .16 |
| ja   | Datei hochladen | Teil der 1. Wiener Hochquellenleitung HERIS-ID: 111368 Objekt-ID: 129200                                               | Standort KG: Mollram                                     | Die I. Wiener Hochquellenwasserleitung ist ein Teil der Wiener Wasserversorgung und war die erste Versorgung von Wien mit einwandfreiem Trinkwasser. Nach vierjähriger Bauzeit wurde die 95 Kilometer lange Leitung am 24. Oktober 1873 eröffnet. Die Abbildung zeigt den Einstiegsturm 17. | BDA-Hist.: Q64765574 Status: Bescheid Stand der BDA-Liste: 2025-06-30 Name: Teil der 1. Wiener Hochquellenleitung GstNr.: 86/2 Hochquellenwasserleitung in Neunkirchen, Lower Austria                          |
| ja   | Datei hochladen | Elisabethbrücke HERIS-ID: 80555 Objekt-ID: 94298                                                                       | in der Nähe von Fabriksgasse 32 Standort KG: Neunkirchen | Die Doppelbrücke (Schienen- und Straßenbrücke) über die Schwarza am Ende der Fabriksgasse wurde 1909 errichtet. | BDA-Hist.: Q38174103 Status: § 2a Stand der BDA-Liste: 2025-06-30 Name: Elisabethbrücke GstNr.: 418/3, 860/3                                                                                                   |
| ja   | Datei hochladen | Marktbefestigung HERIS-ID: 80707 Objekt-ID: 94453                                                                      | bei Gerichtsgasse 2 Standort KG: Neunkirchen             | Die Wehrmauer stammt aus dem 14./15. Jahrhundert. | BDA-Hist.: Q38174411 Status: Bescheid Stand der BDA-Liste: 2025-06-30 Name: Marktbefestigung GstNr.: .124, .125, .36/2, .1082, .22, .24, .1009, .117, .126, 755, .28, 155, 28, 18, 146, 145/4, .25, .122, .123 |
| ja   | Datei hochladen | Pest-/Dreifaltigkeitssäule HERIS-ID: 80529 Objekt-ID: 94271                                                            | vor Hauptplatz 8–9 Standort KG: Neunkirchen              | hochbarocke Dreifaltigkeitssäule, Entwurf von Michael Haekhof(f)er, ausgeführt von Andreas Schellauf, Chronogramm bezeichnet 1724 | BDA-Hist.: Q38174049 Status: § 2a Stand der BDA-Liste: 2025-06-30 Name: Pest-/Dreifaltigkeitssäule GstNr.: 745/1 Dreifaltigkeitssäule Neunkirchen                                                              |
| ja   | Datei hochladen | Rathaus- und Sparkassengebäude HERIS-ID: 113945 Objekt-ID: 94396                                                       | Hauptplatz 2 Standort KG: Neunkirchen                    | Das Rathaus- und Sparkassengebäude wurde 1948–1950 nach Plänen von Leo Kammel erbaut, der Sgraffitodekor stammt von Fritz Weninger und Karl Steiner. Anmerkung: Bis 2020 unter der Objekt-ID 94396 geschützt. | BDA-Hist.: Q2132578 Status: Bescheid Stand der BDA-Liste: 2025-06-30 Name: Rathaus- und Sparkassengebäude GstNr.: .101/1, .101/2, .102 Rathaus Neunkirchen                                                     |
| ja   | Datei hochladen | Wohn- und Geschäftshaus HERIS-ID: 34659 Objekt-ID: 32999                                                               | Hauptplatz 3 Standort KG: Neunkirchen                    | im Kern aus dem 16. Jahrhundert, Bau mit Speichergeschoß und Schopfwalmdach, durch Geschäftseinbauten verändert, Rundbogenportal mit Wappenkeilstein bezeichnet 1577 | BDA-Hist.: Q37959353 Status: Bescheid Stand der BDA-Liste: 2025-06-30 Name: Wohn- und Geschäftshaus GstNr.: .220 Hauptplatz 3, Neunkirchen, Lower Austria                                                      |
| ja   | Datei hochladen | Wohn- und Geschäftshaus HERIS-ID: 34660 Objekt-ID: 33000                                                               | Hauptplatz 4 Standort KG: Neunkirchen                    | Ehemaliger Komplex aus mehreren Häusern, die im 16./17. Jahrhundert zusammengelegt wurden, 5achsiger Bau mit Schopfwalmdach und Speichergeschoß, Fronten durch Umbauten stark verändert, Fassadengestaltung 16./17. Jahrhundert, Front zur Herrengasse aus dem 18. Jahrhundert und Kordongesims aus dem 19. Jahrhundert. | BDA-Hist.: Q37959368 Status: Bescheid Stand der BDA-Liste: 2025-06-30 Name: Wohn- und Geschäftshaus GstNr.: .221                                                                                               |
| ja   | Datei hochladen | Bürgerhaus HERIS-ID: 34661 Objekt-ID: 33001                                                                            | Hauptplatz 10 Standort KG: Neunkirchen                   | im Kern Bau aus dem 16. Jahrhundert mit Fassade aus der 2. Hälfte des 19. Jahrhunderts | BDA-Hist.: Q37959382 Status: Bescheid Stand der BDA-Liste: 2025-06-30 Name: Bürgerhaus GstNr.: .32 |
| ja   | Datei hochladen | Wohn- und Geschäftshaus HERIS-ID: 34662 Objekt-ID: 33002                                                               | Hauptplatz 11 Standort KG: Neunkirchen                   | genannt „Sgraffitohaus“, Bau mit Schopfwalmdach und Dachspeichergeschoß aus dem Ende des 16. Jahrhunderts, Rundbogenportal mit Wappenkeilstein bezeichnet 1591 | BDA-Hist.: Q37959394 Status: Bescheid Stand der BDA-Liste: 2025-06-30 Name: Wohn- und Geschäftshaus GstNr.: .32 Sgraffitohaus Hauptplatz 11, Neunkirchen, Lower Austria                                        |
| ja   | Datei hochladen | Gasthaus Zum Alten Bräuhaus HERIS-ID: 34663 Objekt-ID: 33003                                                           | Hauptplatz 14 Standort KG: Neunkirchen                   | frühneuzeitlich mit barockem Blendgiebel und Walmdach, Fassade mit buntem Sgraffito 16./17. Jahrhundert, figurale Darstellungen Brauerei bezeichnet Fritz Weninger (19)38 | BDA-Hist.: Q37959411 Status: Bescheid Stand der BDA-Liste: 2025-06-30 Name: Gasthaus Zum Alten Bräuhaus GstNr.: .34 Zum Alten Bräuhaus, Neunkirchen, Lower Austria                                             |
| ja   | Datei hochladen | Gasthaus, ehem. Innungshaus HERIS-ID: 34664 Objekt-ID: 33004                                                           | Herrengasse 9 Standort KG: Neunkirchen                   | zweigeschoßiger Bau, im Kern 16. Jahrhundert, Fassade und zwei Fensterachsen um 1730, 1910 in Fachwerkbauweise aufgestockt | BDA-Hist.: Q37959426 Status: Bescheid Stand der BDA-Liste: 2025-06-30 Name: Gasthaus, ehem. Innungshaus GstNr.: .211                                                                                           |
| ja   | Datei hochladen | Wohn- und Geschäftshaus HERIS-ID: 13804 Objekt-ID: 10015                                                               | Holzplatz 3 Standort KG: Neunkirchen                     | zweigeschoßiges Hofgebäude aus dem 16./17. Jahrhundert, um 1900 aufgestockt und mit Giebelfassade versehen, 1763–1848 Amtshaus der Erzdiözese Wien | BDA-Hist.: Q37713829 Status: Bescheid Stand der BDA-Liste: 2025-06-30 Name: Wohn- und Geschäftshaus GstNr.: .234                                                                                               |
| ja   | Datei hochladen | Wohnhaus, ehem. Fassmacherhaus HERIS-ID: 80665 Objekt-ID: 94411                                                        | Holzplatz 4 Standort KG: Neunkirchen                     | zweigeschoßiger Bau, im Kern 16./17. Jahrhundert, um 1900 verändert, Reste von barocken (?) Wandmalereien | BDA-Hist.: Q38174303 Status: § 2a Stand der BDA-Liste: 2025-06-30 Name: Wohnhaus, ehem. Fassmacherhaus GstNr.: .235                                                                                            |
| ja   | Datei hochladen | Wohn- und Geschäftshaus HERIS-ID: 50300 Objekt-ID: 55125                                                               | Holzplatz 8 Standort KG: Neunkirchen                     | 2. Hälfte des 18. Jahrhunderts, freistehender zweigeschoßiger Bau mit barocker Fassade mit Riesenpilastern | BDA-Hist.: Q38039239 Status: Bescheid Stand der BDA-Liste: 2025-06-30 Name: Wohn- und Geschäftshaus GstNr.: .7/1                                                                                               |
| ja   | Datei hochladen | römischer vicus Neunkirchen HERIS-ID: 111720 Objekt-ID: 129715seit 2012                                                | Innere Stadt Standort KG: Neunkirchen                    | | BDA-Hist.: Q37826258 Status: § 9-Feststellung Bodendenkmal Stand der BDA-Liste: 2025-06-30 Name: römischer vicus Neunkirchen GstNr.: 146                                                                       |
| ja   | Datei hochladen | Jüdischer Friedhof HERIS-ID: 80705 Objekt-ID: 94451                                                                    | Kernstockgasse 28 Standort KG: Neunkirchen               | Der Friedhof wurde 1894 angelegt, ein kleines ummauertes rechteckiges Areal mit zwei eingeschoßigen Ziegelgebäuden mit Satteldach und maurischen Fenstern als Torwächter. | BDA-Hist.: Q1716736 Status: § 2a Stand der BDA-Liste: 2025-06-30 Name: Jüdischer Friedhof GstNr.: .1160, .1161, 1086, 1087                                                                                     |
| ja   | Datei hochladen | Wohnhaus HERIS-ID: 62594 Objekt-ID: 75153                                                                              | Kirchengasse 4 Standort KG: Neunkirchen                  | Teil des ehemaligen Kirchentabors, im Kern 15./16. Jahrhundert | BDA-Hist.: Q38100471 Status: § 2a Stand der BDA-Liste: 2025-06-30 Name: Wohnhaus GstNr.: .5 |
| ja   | Datei hochladen | Wohn- und Geschäftshaus HERIS-ID: 80527 Objekt-ID: 94269                                                               | Kirchengasse 6 Standort KG: Neunkirchen                  | | BDA-Hist.: Q38174040 Status: § 2a Stand der BDA-Liste: 2025-06-30 Name: Wohn- und Geschäftshaus GstNr.: .5 |
| ja   | Datei hochladen | Stadttor HERIS-ID: 80524 Objekt-ID: 94266                                                                              | Kirchengasse 8 Standort KG: Neunkirchen                  | Torturm zum Kirchhof, zur Kirchengasse Rechtecktor, zum Kirchhof Rundbogenportal, dreigeschoßig mit Walmdach und Ortsteingliederung 16./17. Jahrhundert (erneuert) | BDA-Hist.: Q38174019 Status: § 2a Stand der BDA-Liste: 2025-06-30 Name: Stadttor GstNr.: .5 |
| ja   | Datei hochladen | Minoritenkloster HERIS-ID: 80525 Objekt-ID: 94267                                                                      | Kirchengasse 10 Standort KG: Neunkirchen                 | 1631 durch Graf Hans Balthasar von Hoyos gestiftet, 1683 Brand, 1686 Wiederherstellung, 1763 Umbau, frühbarocke Anlage auf teilweise älterem Bestand, in den Bereich der spätmittelalterlichen Befestigung eingebunden, langgestreckte Trakte westlich, nördlich und nordöstlich der Pfarrkirche, durch Schwibbogengang mit der Westfassade der Kirche verbunden | BDA-Hist.: Q996292 Status: § 2a Stand der BDA-Liste: 2025-06-30 Name: Minoritenkloster GstNr.: .2 |
| ja   | Datei hochladen | Kath. Pfarrkirche Mariae Himmelfahrt HERIS-ID: 80526 Objekt-ID: 94268                                                  | Kirchengasse 10 Standort KG: Neunkirchen                 | Die auf drei Seiten vom Kloster umschlossene Kirche ist im Kern spätromanisch, wurde aber gotisiert. In der Barockzeit erfolgten Anbauten und eine weitere Umgestaltung, die vor allem den Turm betrifft. | BDA-Hist.: Q1899603 Status: § 2a Stand der BDA-Liste: 2025-06-30 Name: Kath. Pfarrkirche Mariae Himmelfahrt GstNr.: .1 Pfarrkirche Mariae Himmelfahrt, Neunkirchen                                             |
| ja   | Datei hochladen | Schule HERIS-ID: 80557 Objekt-ID: 94300                                                                                | Mühlfeldstraße 4 Standort KG: Neunkirchen                | 1908 nach Plänen von Georg Kattinger als zweigeschoßiger Vierachsenbau auf einem T-förmigen Grundriss errichtet, sticht durch sein späthistoristisches und secessionistisches Putzdekor hervor, spätere Erweiterungen folgten | BDA-Hist.: Q38174122 Status: § 2a Stand der BDA-Liste: 2025-06-30 Name: Schule GstNr.: .890 |
| ja   | Datei hochladen | Brunnen HERIS-ID: 80636 Objekt-ID: 94380                                                                               | bei Ramplacherstraße 3 Standort KG: Neunkirchen          | 1885 mit freistehendem gusseisernen Brunnenbecken errichtet | BDA-Hist.: Q38174275 Status: § 2a Stand der BDA-Liste: 2025-06-30 Name: Brunnen GstNr.: 759 |
| ja   | Datei hochladen | Kommunaler Wohnbau, Robert Zangerl-Hof HERIS-ID: 59437 Objekt-ID: 70729                                                | Schreckgasse 14 Standort KG: Neunkirchen                 | Das Arbeiterwohnhaus, geplant vom Architekten Hubert Gessner, wurde 1927/28 erbaut und ist nach einem ehemaligen Bürgermeister der Gemeinde benannt. | BDA-Hist.: Q38087286 Status: § 2a Stand der BDA-Liste: 2025-06-30 Name: Kommunaler Wohnbau, Robert Zangerl-Hof GstNr.: .1127/1                                                                                 |
| ja   | Datei hochladen | Musikschule HERIS-ID: 80539 Objekt-ID: 94281                                                                           | Schulgasse 4 Standort KG: Neunkirchen                    | 1902 errichtet, dreigeschoßiger freistehender späthistoristischer Bau mit Walmdach | BDA-Hist.: Q38174061 Status: § 2a Stand der BDA-Liste: 2025-06-30 Name: Musikschule GstNr.: .95/3 |
| ja   | Datei hochladen | Heimatmuseum HERIS-ID: 80551 Objekt-ID: 94293                                                                          | Stockhammergasse 13 Standort KG: Neunkirchen             | 1931 eingerichtet, eingeschoßiger traufständiger Bau mit frühhistoristischer Putzfront | BDA-Hist.: Q1520695 Status: § 2a Stand der BDA-Liste: 2025-06-30 Name: Heimatmuseum GstNr.: .53/2 Städtisches Museum Neunkirchen, Lower Austria                                                                |
| ja   | Datei hochladen | Evang. Pfarrhaus HERIS-ID: 80553 Objekt-ID: 94295                                                                      | Stockhammergasse 15 Standort KG: Neunkirchen             | erbaut 1862, zweigeschoßiger traufständiger Bau | BDA-Hist.: Q55092142 Status: § 2a Stand der BDA-Liste: 2025-06-30 Name: Evang. Pfarrhaus GstNr.: 58 Evangelisches Pfarrhaus Neunkirchen                                                                        |
| ja   | Datei hochladen | Evang. Pfarrkirche A. und H.B. HERIS-ID: 80554 Objekt-ID: 94296                                                        | Stockhammergasse 17 Standort KG: Neunkirchen             | 1862 nach Plänen von Hans Petschnig erbaut, neugotischer Backsteinbau mit originaler Einrichtung, 1911/12 Umbauten im Inneren (Abmauerung des Altarraumes, Kanzel versetzt), 1861 evangelische Tochtergemeinde von Wiener Neustadt, seit 1903 eigenständige Gemeinde. | BDA-Hist.: Q1229241 Status: § 2a Stand der BDA-Liste: 2025-06-30 Name: Evang. Pfarrkirche A. und H.B. GstNr.: .412 Evangelische Pfarrkirche Neunkirchen                                                        |
| ja   | Datei hochladen | Ehem. Paulinerkloster HERIS-ID: 59504 Objekt-ID: 70841                                                                 | Triesterstraße 9 Standort KG: Neunkirchen                | im Kern aus dem 16. Jahrhundert, zweigeschoßig, fünfachsig mit barocker Putzfront aus der Mitte des 18. Jahrhunderts | BDA-Hist.: Q38087520 Status: Bescheid Stand der BDA-Liste: 2025-06-30 Name: Ehem. Paulinerkloster GstNr.: .109 Former Paulinerkloster, Neunkirchen, Lower Austria                                              |
| ja   | Datei hochladen | Gerichts- und Amtsgebäude HERIS-ID: 64157 Objekt-ID: 76860                                                             | Triesterstraße 16 Standort KG: Neunkirchen               | Der dreigeschoßige Bau über L-förmigem Grundriss wurde 1937 erbaut. 2017 bis 2019 wurde das Gebäude generalsaniert. | BDA-Hist.: Q38105563 Status: Bescheid Stand der BDA-Liste: 2025-06-30 Name: Gerichts- und Amtsgebäude GstNr.: .1256, 235/1 Bezirksgericht Neunkirchen, Lower Austria                                           |
| ja   | Datei hochladen | Bauernhof (Anlage) HERIS-ID: 34668 Objekt-ID: 33009                                                                    | Triesterstraße 26 Standort KG: Neunkirchen               | ehemaliger barocker Dreiseithof, nur straßenseitige Fronten erhalten, im Keilstein bezeichnet 1783 | BDA-Hist.: Q37959439 Status: Bescheid Stand der BDA-Liste: 2025-06-30 Name: Bauernhof (Anlage) GstNr.: .188 Bauernhof Triesterstraße 26, Neunkirchen                                                           |
| ja   | Datei hochladen | Ehem. Gendarmeriegebäude HERIS-ID: 64162 Objekt-ID: 76865                                                              | Triesterstraße 62 Standort KG: Neunkirchen               | 1928 errichtet, dreigeschoßiges Wohnhaus über hakenförmigem Grundriss | BDA-Hist.: Q38105584 Status: Bescheid Stand der BDA-Liste: 2025-06-30 Name: Ehem. Gendarmeriegebäude GstNr.: .1631                                                                                             |
| ja   | Datei hochladen | NK Schraubenwerke, Kessel- und Maschinenhaus, Kraftwerk mit Wasserturm, Kaltpresserei HERIS-ID: 80547 Objekt-ID: 94289 | Urbangasse 12 Standort KG: Neunkirchen                   | Die ursprünglich zur Firma Brevillier & Urban (später Neunkirchner Schraubenwerk) gehörenden Gebäude sind die Überreste einer großen, die Stadt prägende Industrieanlage und wurden um 1910 errichtet. Sie sind als (teilweise verputzte) Ziegelbauten ausgeführt, ein markantes Element sind die Eisensprossenfenster, mit denen auch der Wasserturm ausgestattet ist. Der Werkstättentrakt schließt an das Kesselhaus an und besteht aus drei parallel angeordneten Trakten. An den Wasserturm schließt noch eine Werkshalle an, die nunmehr von einem Supermarkt genutzt wird. | BDA-Hist.: Q38174072 Status: Bescheid Stand der BDA-Liste: 2025-06-30 Name: NK Schraubenwerke, Kessel- und Maschinenhaus, Kraftwerk mit Wasserturm, Kaltpresserei GstNr.: .288/30, 864/2, .288/29              |
| ja   | Datei hochladen | Arbeiterwohnhäuser HERIS-ID: 56836 Objekt-ID: 66437                                                                    | Werksgasse 8, 10, 12 Standort KG: Neunkirchen            | Gruppe von Arbeiterwohnhäusern, 1910 durch die Baumwollspinnerei Eltz errichtet, dreigeschoßige Ziegelbauten mit Walmdach | BDA-Hist.: Q38073763 Status: § 2a Stand der BDA-Liste: 2025-06-30 Name: Arbeiterwohnhäuser GstNr.: .887, .927, .980                                                                                            |
| ja   | Datei hochladen | Wegkapelle HERIS-ID: 80548 Objekt-ID: 94290                                                                            | bei Wienerstraße 23 Standort KG: Neunkirchen             | | BDA-Hist.: Q38174080 Status: § 2a Stand der BDA-Liste: 2025-06-30 Name: Wegkapelle GstNr.: .444 |
| ja   | Datei hochladen | Eiserne Brücke HERIS-ID: 50303 Objekt-ID: 55130                                                                        | bei Wienerstraße 38 Standort KG: Neunkirchen             | errichtet 1892, ehem. Reichsstraßenbrücke an Stelle der „Langen Brücke“, Straßenbrücke über die Schwarza im Verlauf der Wiener Straße | BDA-Hist.: Q38039260 Status: § 2a Stand der BDA-Liste: 2025-06-30 Name: Eiserne Brücke GstNr.: 860/1, 814/1 |
| ja   | Datei hochladen | Teil der 1. Wiener Hochquellenleitung HERIS-ID: 111369 Objekt-ID: 129201                                               | Standort siehe Beschreibung KG: Neunkirchen              | Die I. Wiener Hochquellenwasserleitung ist ein Teil der Wiener Wasserversorgung und war die erste Versorgung von Wien mit einwandfreiem Trinkwasser. Nach vierjähriger Bauzeit wurde die 95 Kilometer lange Leitung am 24. Oktober 1873 eröffnet. Auf dem Gebiet der KG Neunkirchen befinden sich die Einstiegstürme 15 und 16 (Bild) | BDA-Hist.: Q64765576 Status: Bescheid Stand der BDA-Liste: 2025-06-30 Name: Teil der 1. Wiener Hochquellenleitung GstNr.: 894, 899/2 Hochquellenwasserleitung in Neunkirchen, Lower Austria                    |
| ja   | Datei hochladen | Kath. Filialkirche hl. Elisabeth HERIS-ID: 80700 Objekt-ID: 94446                                                      | Dorfstraße 64 Standort KG: Peisching                     | 1914 errichteter neugotischer Saalbau, Satteldach und westlichem Giebeldachreiter, späthistoristischer Putzdekor, neobarocke Einrichtung um 1914 | BDA-Hist.: Q38174361 Status: § 2a Stand der BDA-Liste: 2025-06-30 Name: Kath. Filialkirche hl. Elisabeth GstNr.: .19                                                                                           |